# Play (pièce de théâtre)
Pour les articles homonymes, voir Play.

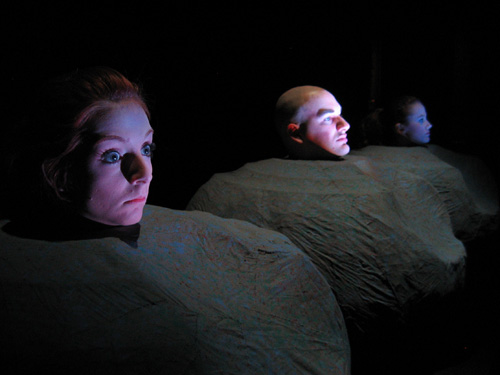
Représentation de Play.

Play est une pièce de théâtre en un acte de Samuel Beckett écrite entre 1962 et 1963 et créée en Allemagne sous le titre Spiel au théâtre d'Ulm le 14 juin 1963.
Le rideau s'ouvre sur trois urnes funéraires grises d'environ 1 mètre de hauteur. Un homme se trouve au centre (M), à sa droite se trouve sa femme (W1) et à sa gauche sa maîtresse (W2).
Une version a été filmée par Anthony Minghella dans le cadre du projet Beckett on Film avec Alan Rickman, Kristin Scott Thomas et Juliet Stevenson.